# Amtsgericht Lauenau
Das Amtsgericht Lauenau war ein von 1852 bis 1859 bestehendes Gericht der ordentlichen Gerichtsbarkeit mit Sitz in Lauenau.

## Geschichte
Nach der Revolution von 1848 wurden im Königreich Hannover Justiz und Verwaltung getrennt und die Patrimonialgerichtsbarkeit abgeschafft. Im Zuge dessen kam es am 1. Oktober 1852 zur Errichtung eines Amtsgerichts zu Lauenau, dessen Sprengel aus dem Bezirk des vorherigen Amtes Lauenau mit den damaligen Gemeinden Lauenau, Altenhagen, Bakede, Beber, Böbber, Egestorf, Eimbeckhausen, Feggendorf, Hamelspringe, Hülsede, Luttringhausen, Meinsen, Messenkamp, Milliehausen, Nettelrede, Pohle, Rohrsen, Schmarrie und Waltershagen gebildet wurde. Übergeordnete Instanz war das Obergericht Hameln.
Am 16. Mai 1859 wurde das Amtsgericht Lauenau aufgehoben und sein gesamter Bezirk dem Amtsgericht Springe zugeteilt.